# Фердинанд Филипп (герцог Орлеанский)
Фердинанд-Филипп Луи Шарль Эрик Розолен (Генрих) Орлеанский (фр. Ferdinand Philippe Louis Charles Éric Rosalino (Henri) d'Orléans; 3 сентября 1810[…], Палермо — 13 июля 1842[…], Нёйи-сюр-Сен) — представитель Орлеанской ветви династии Бурбонов, королевский принц Франции и герцог Орлеанский (1830—1842) и старший сын короля Луи-Филиппа I. Наследник французского престола в 1830—1842 годах.

## Биография

### Ранние годы
Родился в Палермо, где жили в изгнании его родители. Получил имя Фердинанд, ранее не использовавшееся в Орлеанском доме в честь своего деда, короля Обеих Сицилий Фердинанда I. Сразу после рождения получил титул герцога Шартрского. Во Францию приехал в первый раз в 1814 году во время Реставрации. В период Ста дней его семья вновь покинула родину. Окончательное возвращение состоялось в 1817 году. Учился сначала дома под наблюдением воспитателя, позднее (с 1819) получил гуманитарное образование в коллеже Генриха IV, причём обучался на основе полного равенства с другими студентами. Здесь он познакомился и подружился с Альфредом де Мюссе. Успешно завершив обучение в коллеже, прошёл курс Политехнической школы. Совершил путешествия в Англию и Шотландию.

### Военная карьера
В 1824 году становится полковником Первого гусарского полка. В 1830 году во время Трёх славных дней находился со своим полком, расквартированном в Жольни. Фердинанд-Филипп раздал солдатам трёхцветные кокарды и повёл полк в Париж на помощь восставшим. После краткой остановки в Монруже он торжественно вступил в столицу 3 августа 1830 года. Его отец занял французский престол, а Фердинанд-Филипп получил титул герцога Орлеанского и стал наследным принцем. Генерал с 1831 года. По настоянию отца герцог вошёл в состав совета министров. В ноябре 1831 года наследный принц вместе с маршалом Сультом отправляется на подавления восстания рабочих в Лионе. Он достиг успеха, не прибегая к насилию, и сумел договориться с оппозицией. Популярность ему принесли действия во время эпидемии холеры 1832 года, когда герцог посещал больных в госпитале Отель-Дьё, рискуя жизнью. Так, Казимир Перье, сопровождавший принца, заболел и умер. Фердинанд-Филипп имел репутацию человека, искренне озабоченного положением бедных, и стал своего рода иконой для «династической оппозиции», возглавляемой Одилоном Барро, которая связывала с герцогом возможность совмещения современных демократических устремлений и монархической традиции.
В 1831 году участвовал вместе с братом, герцогом Немурским, в походе французских войск под командованием генерала Жерара на Бельгию. Братья стремились также посетить Жемапп, где в 1792 году на стороне французской революционной армии сражался их отец.
В следующем году герцог Орлеанский вернулся в Бельгию в качестве командира бригады авангарда Северной армии. Участвовал в штурме цитадели Антверпена. Во время атаки люнета цитадели Сен-Лорен он под градом снарядов лично вёл своих солдат в атаку.
В 1835 году, когда маршал Клозель вернулся в Алжир в качестве генерал-губернатора, герцог Орлеанский попросил разрешения отца помочь ему в войне с эмиром Абд аль-Кадиром. Он был ранен в сражении близ Габры, участвовал во взятии Маскары в декабре 1835 года, в январе 1836 года — Тлемсена.
В 1839 году сопровождал маршала Вале в экспедиции из Константины к ущелью Железных Ворот. Французы разбили войско эмира Абд-эль-Кадера близ Блиды.
В марте 1840 года герцог Орлеанский снова прибыл в Алжир вместе с младшим братом, герцогом Омальским, для которого это был первый военный поход. Военные успехи герцога Орлеанского повысили его популярность.
В 1840 году по инициативе герцога Орлеанского создаётся батальон лёгкой пехоты, где стрелки были вооружены усовершенствованными карабинами большой меткости и дальнобойности. Солдаты были специально обучены совершать большие переходы бегом. Новое подразделение показало себя настолько боеспособным, что в скором времени появилось несколько подобных батальонов.

### Брак
Брак наследника престола был одной из важнейших забот Луи-Филиппа, особенно после покушения на короля, совершенного Джузеппе Фиески (1835). Не произойди Июльская революция, Фердинанд-Филипп женился бы на сестре герцога Бордоского, Луизе д’Артуа (1819—1864). Однако после того, как его отец занял французский престол, старшая ветвь Бурбонов смотрела на Луи-Филиппа как узурпатора, поэтому о браке не могло быть и речи. В то же время, в противовес Англии, Июльская монархия искала в Европе новых партнёров. Луи-Филипп рассчитывал на союз с Австрией, который мог обеспечить брак его старшего сына с эрцгерцогиней Марией Терезой (1816—1867), дочерью эрцгерцога Карла. Королева Мария-Амелия весьма благосклонно смотрела на такую возможность, потому что она сама была дочерью эрцгерцогини Австрии, королевы Марии-Каролины Неаполитанской. Эрцгерцог Карл также был согласен. У этого плана было два противника — князь Меттерних, не желавший повторять ошибку, которую он сделал в ходе переговоров о браке эрцгерцогини Марии-Луизы с Наполеоном, и эрцгерцогиня София, сестра нового императора Фердинанда I, имевшая большое влияние при венском дворе. Графу Сент-Олеру, бывшему послом Франции в Вене, было поручено подготовить почву для австрийского брака. Он не скрывал сложность дела, не считая, однако, его совершенно невозможным. Герцог Орлеанский и его младший брат, герцог Немурский, отправились в европейское путешествие 2 мая 1836 года. Оба молодых человека были благосклонно приняты при дворах Берлина и Вены, но из матримональных планов ничего не вышло. Среди принцесс католического вероисповедания рассматривались ещё две кандидатуры: Жануария Бразильская, дочь императора Педру I, и Изабелла Испанская, дочь инфанта Франсиско де Паулы (младшего брата Фердинанда VII). Обе были очень молоды. Кроме того, брачный союз с принцессой из очень отдалённой страны не сулил никаких политических выгод, а у Изабеллы Испанской опасались дурной наследственности: её мать страдала ожирением.

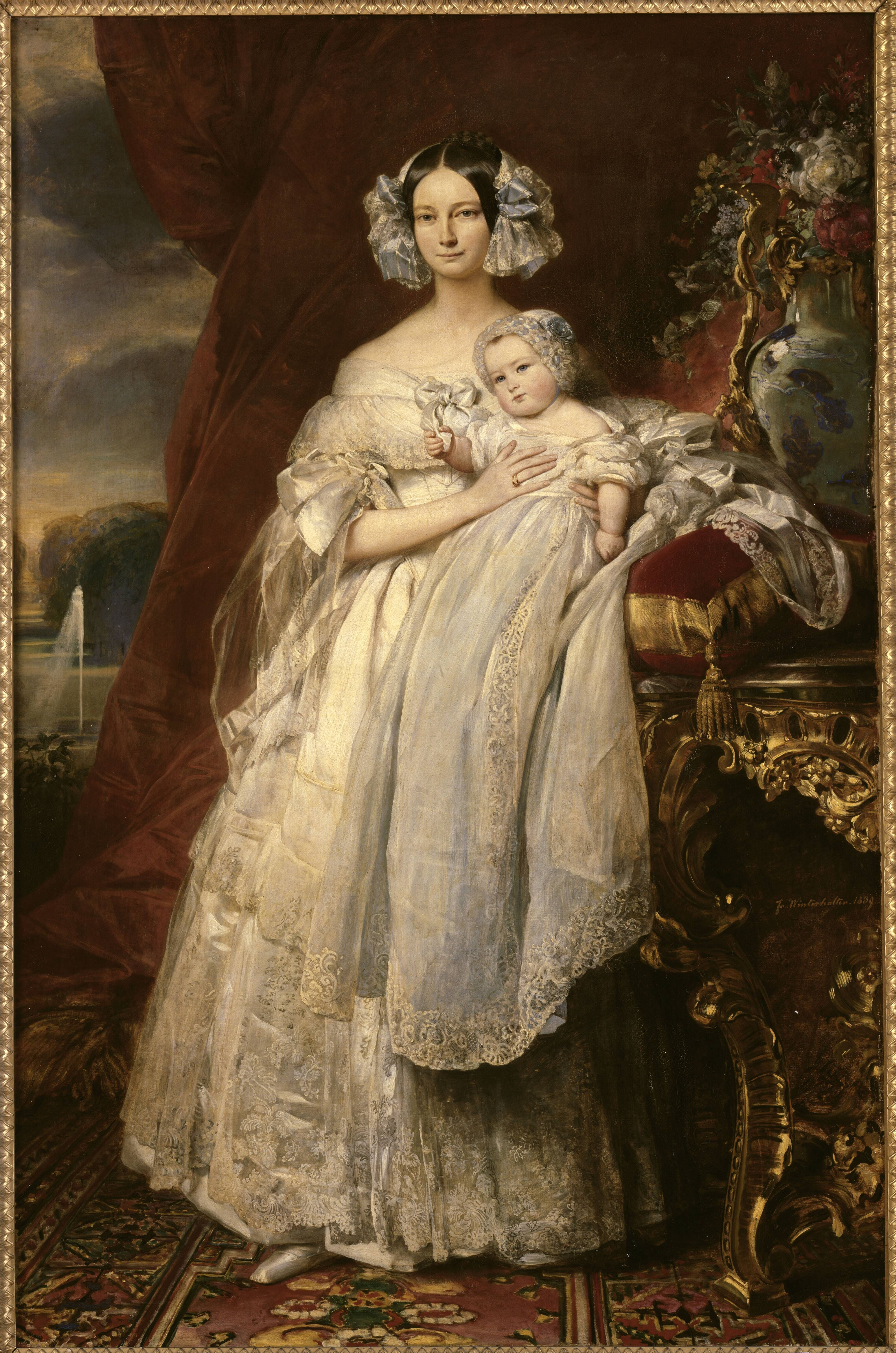
Герцогиня Орлеанская с сыном Луи-Филиппом, графом Парижским. Портрет Франца Винтергальтера, 1839. Версаль.

Невестой герцога Орлеанского стала Елена Луиза Елизавета Мекленбург-Шверинская, дочь Фридриха Мекленбург-Шверинского (1778—1819) и Каролины Саксен-Веймар-Эйзенахской (ум. 1816).
Бракосочетание состоялось 30 мая 1837 года в Фонтенбло. Так как принцесса была лютеранкой, то архиепископ Парижский запретил венчание в Соборе Парижской Богоматери. Гражданская церемония прошла в Галерее Генриха II 30 мая 1837. Венчание по католическому обряду — в часовне Генриха IV, лютеранская церемония — в салоне Луи-Филиппа. При множестве гостей отмечалось отсутствие послов иностранных государств, за исключением представителей Пруссии, Бельгии и Мекленбурга.
Брак был счастливым, Елена разделяла либеральные взгляды своего мужа и его популярность. Супруги имели двух детей:
- Луи-Филипп (1838—1894), граф Парижский;
- Роберт (1840—1910), герцог Шартрский.

### Меценат и коллекционер

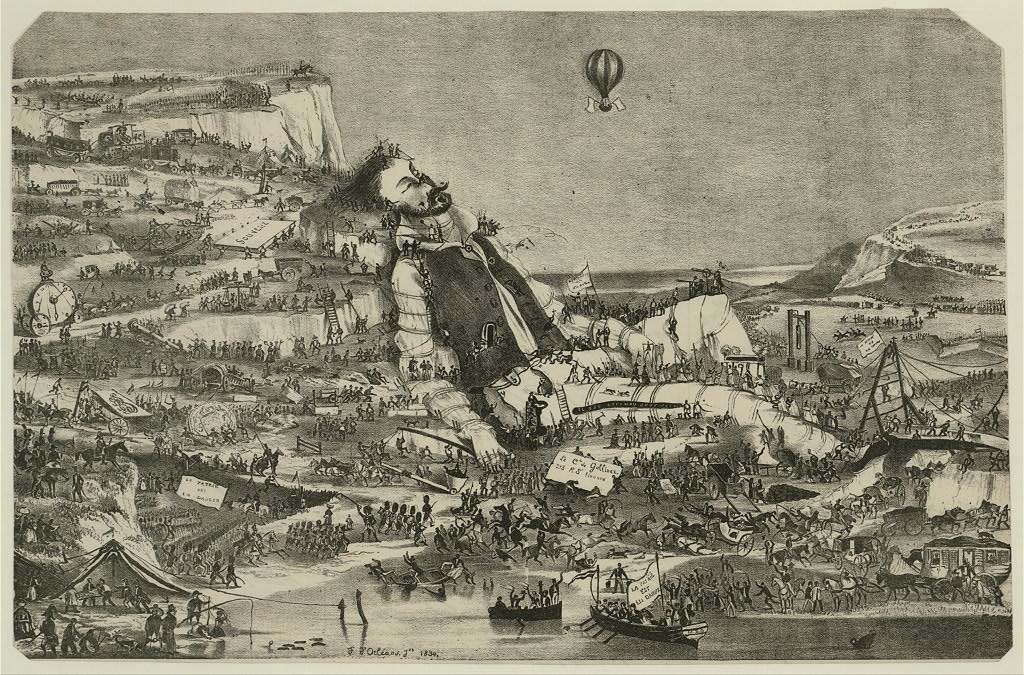
Отечество в опасности. Литография Ф.-Ф. Орлеана

Герцог Орлеанский прекрасно разбирался в литературе, музыке и изобразительном искусстве. Каждый год он тратил 100 000—150 000 франков из своего цивильного листа на пополнение коллекции и покровительство людям искусства. Во дворце Тюильри он собрал произведения художников Средневековья и эпохи Возрождения, майолику Бернара Палисси и испано-мавританскую керамику, китайский и японский фарфор, изделия мебельных мастерских Каффьери, Эбена, Ризнера, Жакоба. Он также являлся страстным поклонником современного изобразительного искусства. В коллекции герцога были картины Энгра, Ари Шеффера и Ньютона Филдинга, работы Эжена Делакруа, Александра-Габриэля Декана, Эжена Лами, Эрнеста Мейсонье и Поля Делароша, пейзажи художников барбизонской школы, в том числе Камиля Коро, Поля Юэ и Теодора Руссо. Композитор Гектор Берлиоз в 1840 году посвятил ему свою «Траурно-триумфальную симфонию».
Сам герцог был талантливым рисовальщиком, известны около десятка его гравюр и литографий. Среди них карикатура, представляющая спящего Гулливера, которого окружают со всех сторон лилипуты, являющаяся откликом на события 11 июля 1792 года, когда Законодательное собрание провозгласило лозунг «Отечество в опасности».
Памяти герцога как мецената и коллекционера посвящен рассказ Ганса Гейнца Эверса «Сердца королей».

### Смерть

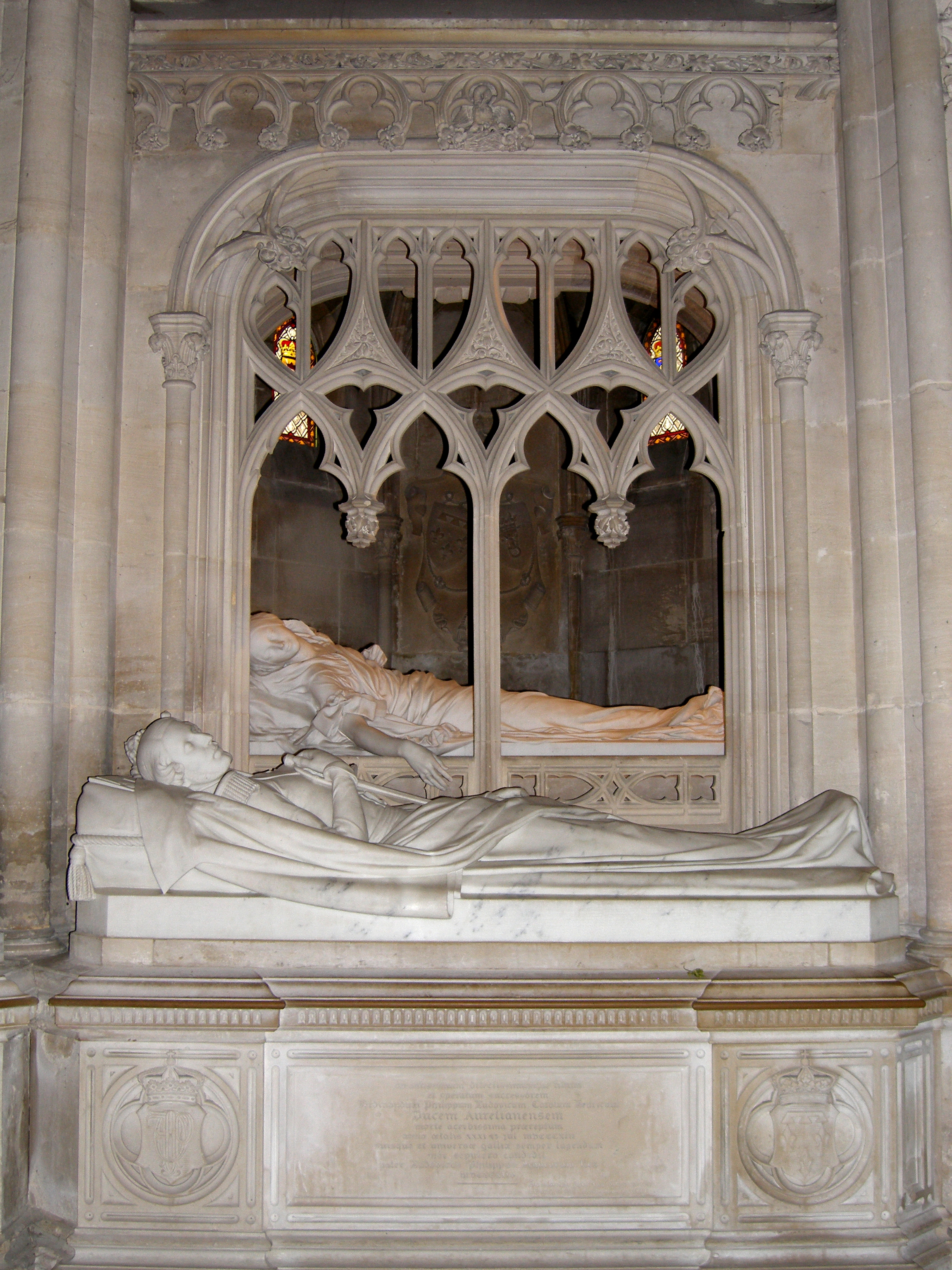
Надгробие герцога Орлеанского и его жены в Королевской капелле города Дрё

13 июля 1842 года герцог Орлеанский выехал в коляске, запряжённой двумя лошадьми, в Нейи-сюр-Сен. Около Тернских ворот лошади понеслись галопом. Герцог, пытаясь спастись, выпрыгнул из коляски на мостовую и разбил голову. Его перенесли в ближайшую бакалейную лавку, где он скончался через несколько часов, окружённый членами королевской семьи. Принц был погребён в Королевской капелле в Дрё. Гробница его жены помещается рядом в отдельной специально выстроенной часовне, так как она была лютеранкой.
Альфред де Мюссе посвятил трагической гибели герцога Орлеанского своё  стихотворение «Тринадцатое июля».
Смерть герцога Орлеанского была не только личным горем Луи-Филиппа, но и лишила его наследника, способного, по мнению историков, благодаря репутации человека с широкими демократическими взглядами, спасти для Орлеанской династии трон Франции в 1848 году.